# Seyyed Şārem
Seyyed Şārem (persiska: سِيِّد صارِم, صِيد صارِم, سیّدصارم) är en ort i Iran.   Den ligger i provinsen Kurdistan, i den nordvästra delen av landet, 500 km väster om huvudstaden Teheran. Seyyed Şārem ligger 1 478 meter över havet och antalet invånare är 275.
Terrängen runt Seyyed Şārem är huvudsakligen kuperad, men åt sydväst är den platt.Runt Seyyed Şārem är det ganska tätbefolkat, med 93 invånare per kvadratkilometer. Närmaste större samhälle är Bāneh, 14,1 km sydost om Seyyed Şārem. Trakten runt Seyyed Şārem består i huvudsak av gräsmarker.